# Dendropaemon renatii
Dendropaemon renatii är en skalbaggsart som beskrevs av Olsoufieff 1924. Dendropaemon renatii ingår i släktet Dendropaemon och familjen bladhorningar. Inga underarter finns listade i Catalogue of Life.